# Madeleine Lartessuti
Au XVIe siècle, Madeleine Lartessuti est un personnage important du monde des affaires avignonnais et marseillais.
Madeleine Lartessuti est née en 1478 dans le milieu de la bourgeoisie aisée. Elle est la fille de Pons Lartessuti, jurisconsulte et procureur à Avignon, et de Thore de Médicis .
Elle se maria en 1492 à l'âge de douze ans avec un aristocrate, Joachim de Sade , .
En 1502, elle laisse son mari à Avignon et s'installe à Marseille, où elle fonde sa compagnie de commerce maritime avec l'Afrique du Nord, l'Italie et l'Égypte. Elle est aussi impliquée dans la finance et devint une puissante banquière du roi. Elle finança des navires pour François Ier , et fournit des fonds et des vivres à Bertrand d'Ornézan, baron de Saint-Blancard, vice-amiral de la flotte méditerranéenne, et selon la rumeur, son amant.
À la mort de son mari en 1540, elle négocia l'aide du pape pour récupérer son douaire ,. Elle est décédée en 1546.